# HD 217107 b
HD 217107 bは、うお座の方角に地球から約64光年離れた位置にある太陽系外惑星である。HD 217107の周囲を約7日間で公転するホット・ジュピターとして発見された。いくらか扁平な軌道であるため、この系には別の惑星（HD 217107 c）が存在すると考えられている。

## 発見
これまでに発見された他の大部分の太陽系外惑星と同様に、HD 217107 bもその重力による主星の視線速度の変化によって発見された。HD 217107の視線速度の研究は1998年に行われ、視線方向の運動が7.1日周期で変化していることが明らかとなった。この周期と変動幅は、最低質量が木星よりも若干大きい惑星が周りを公転していることを示唆していた。惑星と恒星の間の平均距離は、太陽と水星の間の距離の5分の1以下である。

### 2番目の惑星
公転周期が10日以下の惑星のほとんどは円に近い軌道を持つが、HD 217107 bは扁平な軌道を持つため、発見者はこれは数天文単位離れた位置にある2番目の惑星の重力によるものだとの仮説を立てた。その後、2005年にHD 217107 cの存在が確認された。